# Clavosurcula sibogae
Clavosurcula sibogae é uma espécie de gastrópode do gênero Clavosurcula, pertencente a família Cochlespiridae.